# Echo Dancing
Echo Dancing je patnácté sólové studiové album amerického hudebníka Alejandra Escoveda, vydané v březnu 2024 společností Yep Roc Records. Vyšlo na CD a dvojité zlaté LP desce. Spolu s Escovedem jej produkovali Don Antonio a Nicola Peruch, kteří zároveň hrají na řadu nástrojů; kromě nich na album přispěli pouze tři hosté.
Obsahuje nové verze starších písní, od debutového alba Gravity (1992) až po předchozí The Crossing (2018). Píseň „Outside Your Door“ pochází z repertoáru Escovedovy skupiny z 80. let, True Believers, a „John Conquest“ původně vyšla na albu jeho projektu Buick MacKane. Píseň „Castañuelas“ původně vyšla pod anglickým názvem „Castanets“ a v nové verzi Escovedo kombinuje původní angličtinu se španělštinou. Původní plán byl nahrát album s novými písněmi, pro tento formát se rozhodl na poslední chvíli.
Jako první singl z alba byla v lednu 2024 zveřejněna píseň „Bury Me“. Měsíc před vydáním alba vyšel druhý singl, píseň „Castañuelas“.

## Seznam skladeb
| Pořadí         | Název                    | Autor                                                  | Původní album                    | Délka |
| -------------- | ------------------------ | ------------------------------------------------------ | -------------------------------- | ----- |
| 1.             | John Conquest            | Alejandro Escovedo                                     | The Pawn Shop Years (1997)       | 3:15  |
| 2.             | Sacramento & Polk        | Escovedo                                               | Bourbonitis Blues (1999)         | 5:17  |
| 3.             | Bury Me                  | Escovedo                                               | Gravity (1992)                   | 4:46  |
| 4.             | Everybody Loves Me       | Escovedo                                               | Bourbonitis Blues (1999)         | 3:43  |
| 5.             | Too Many Tears           | Bobby Daniel, Escovedo, Hector Muñoz, David Pulkingham | Big Station (2012)               | 4:45  |
| 6.             | Castañuelas              | Escovedo                                               | A Man Under the Influence (2001) | 4:01  |
| 7.             | Outside Your Door        | Escovedo                                               | Hard Road (1994)                 | 4:31  |
| 8.             | Sensitive Boys           | Escovedo, Chuck Prophet                                | Real Animal (2008)               | 6:20  |
| 9.             | Thought I'd Let You Know | Peter Buck, Escovedo, Scott McCaughey                  | Burn Something Beautiful (2016)  | 7:13  |
| 10.            | Swallows of San Juan     | Escovedo, Prophet                                      | Real Animal (2008)               | 3:56  |
| 11.            | Last to Know             | Escovedo                                               | Gravity (1992)                   | 6:48  |
| 12.            | MC Overload              | Escovedo, Antonio Gramentieri                          | The Crossing (2018)              | 4:44  |
| 13.            | Inside This Dance        | Escovedo, J. Steven Soles                              | By the Hand of the Father (2002) | 5:30  |
| 14.            | Wave                     | Escovedo                                               | By the Hand of the Father (2002) | 4:56  |
| Celková délka: | Celková délka:           | Celková délka:                                         | Celková délka:                   | 69:45 |

## Obsazení
- Alejandro Escovedo – zpěv, kytary, aranžmá
- Don Antonio – kytary, baskytary, varhany, Mellotron, elektronika, aranžmá
- Nicola Peruch – klavír, varhany, elektrické piano, programování, modulární syntezátor, aranžmá
- Sergio Marazzi – doprovodné vokály („Wave“)
- Nancy Rankin Escovedo – doprovodné vokály („Castañuelas“)
- Gianni Perinelli – sopránsaxofon („MC Overload“)